# Rüsz
Rüsz (románul: Ruși, németül: Reussen, szászul Reesn) falu Romániában, Szeben megyében. Közigazgatásilag Szelindek községhez tartozik.

## Fekvése
Nagyszebentől 22 km-re északra, a Medgyes–Nagyszeben főút mentén fekszik.

## Története
A Sub Mesteacăn határrészben római vicus maradványaira bukkantak. A középkori, valószínűleg a tatárjárás előtt létrejött falut eredetileg Nagyréc-nek hívták (Nogrech, 1263). 1263-ban puszta falu volt, később szászokkal települt újra. Mind német, mind román neve 'oroszok'-at, vagyis szlávokat jelöl. Történeti névváltozatai: Ruz (1424), Rewssen (1494), Russ (1733), Reisen (1805), Rüsz (1808). 1424-ig a Nagyszebeni prépostsághoz tartozott, később Nagyszeben város jobbágyfalva volt. 1441-ben tanítómesteréről emlékeztek meg, 1541-ben maga választotta bíráját és esküdteit. Tizedét Báthory István 1580-ban Albert Huet királybírónak adományozta. Legjelentősebb határperét négyszáz éven keresztül folytatta Szelindekkel. A filoxérajárványig jelentős volt bortermelése.
Román lakóiról, akik a hegyekből települtek le, 1698-ból való az első följegyzés. A kurucok 1703-ban elpusztították, ezután egy évig valószínűleg pusztán állt. Nagyszeben a 19. század elején Martin Hochmeister nyomdásznak zálogosította el. 1876-ban Szeben vármegyéhez, 1947-ben Szelindek községhez csatolták.
A határában bugyborékoló iszapvulkánokat 1844-től kezdve többen is vizsgálták. Sajnos az 1990-es években a terület akkori gazdája földgyaluval eltüntette őket. Ugyancsak a múlté az a termálforrás, amely az 1960-as évek földgáz-próbafúrásai során keletkezett. Jód-, nátrium- és káliumtartalmú vizét reumatikus betegségekben szenvedők használták 1978-ig, amikor a kutat elzárták és betemették.
1850-ben 996 lakosából 526 volt német, 387 román és 83 cigány nemzetiségű; 526 evangélikus és 470 ortodox vallású.
2002-ben 832 lakosából 815 vallotta magát román és 14 német nemzetiségűnek; 775 volt ortodox, 41 pünkösdista és 13 evangélikus vallású.

## Látnivalók
- Evangélikus teremtemplomát egy korábbi templom helyén 1636-ban építették és 1782-ben módosították. Oltára 1651-ből való. Egyszerű várfal keríti, a hozzátartozó védőtornyokat lerombolták. Különálló harangtornya 1749-ben épült és egy 1858-as földcsuszamlás következtében mára az egyeneshez képest 145 centimétert megdőlt.
- Az evangélikus parókia 1804-ben, az ortodox templom 1830-ban épült.

## Képek

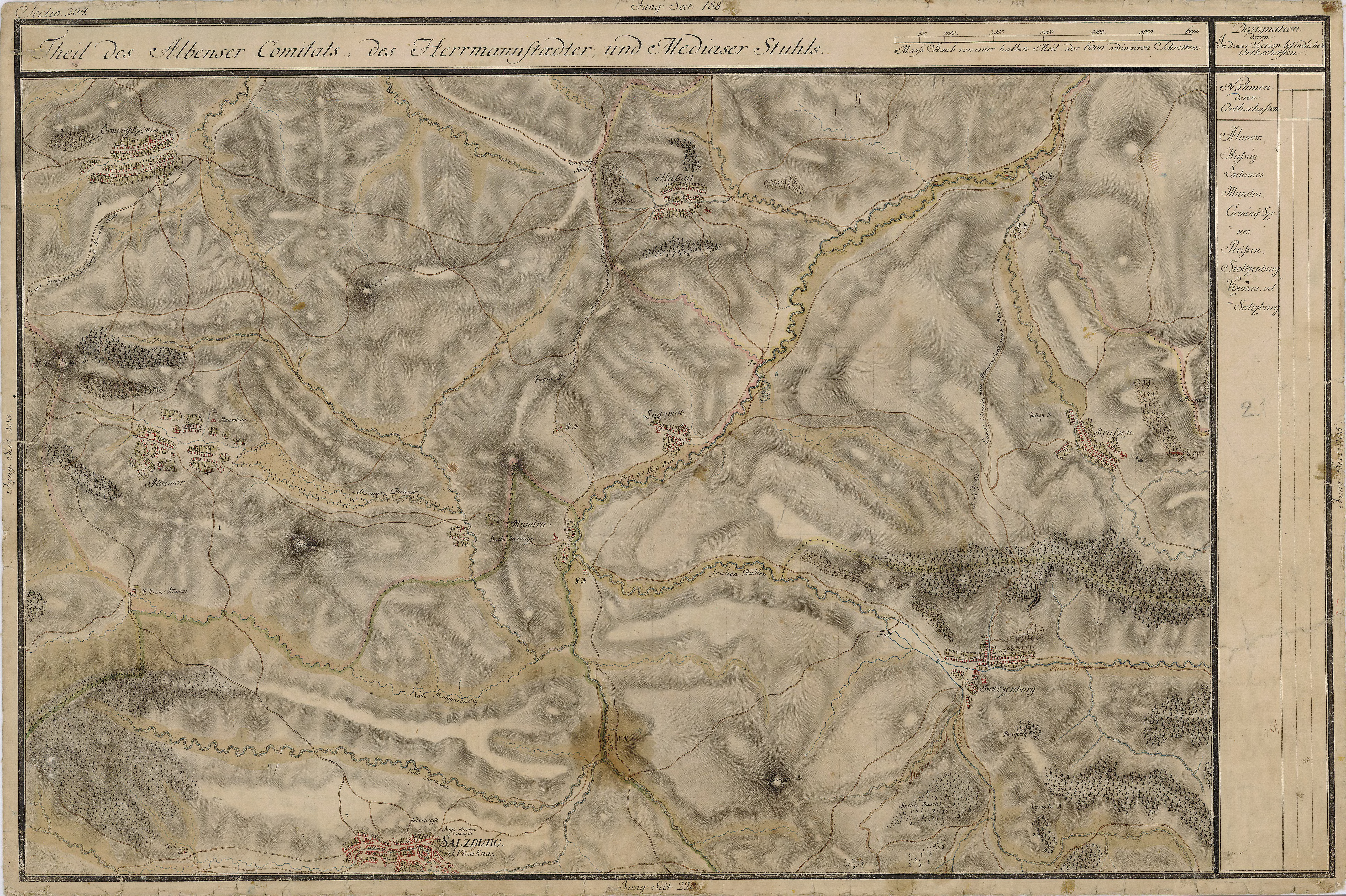
A falu környéke 1769–1773 körül (jozefiniánus térkép)
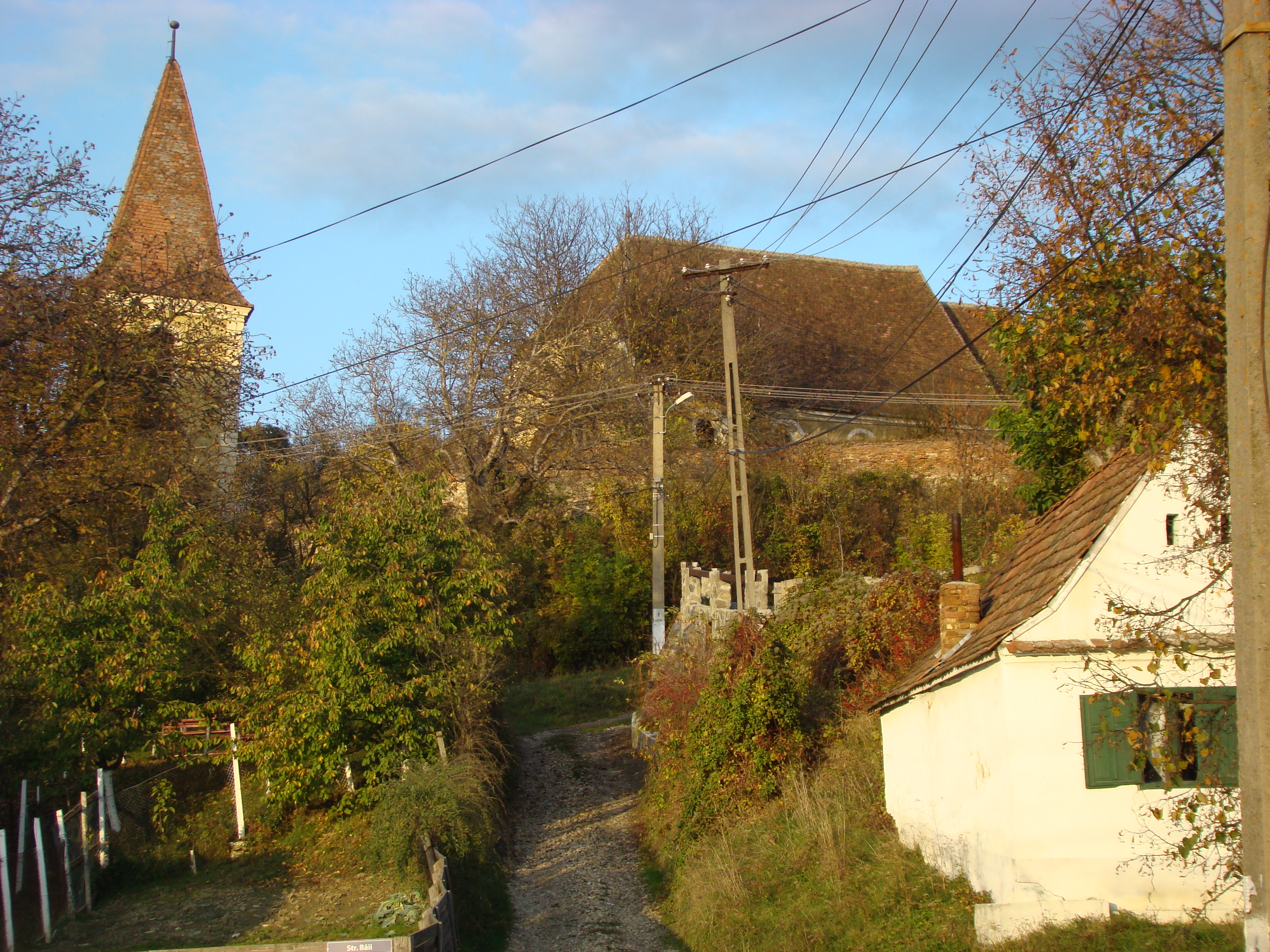
Látkép
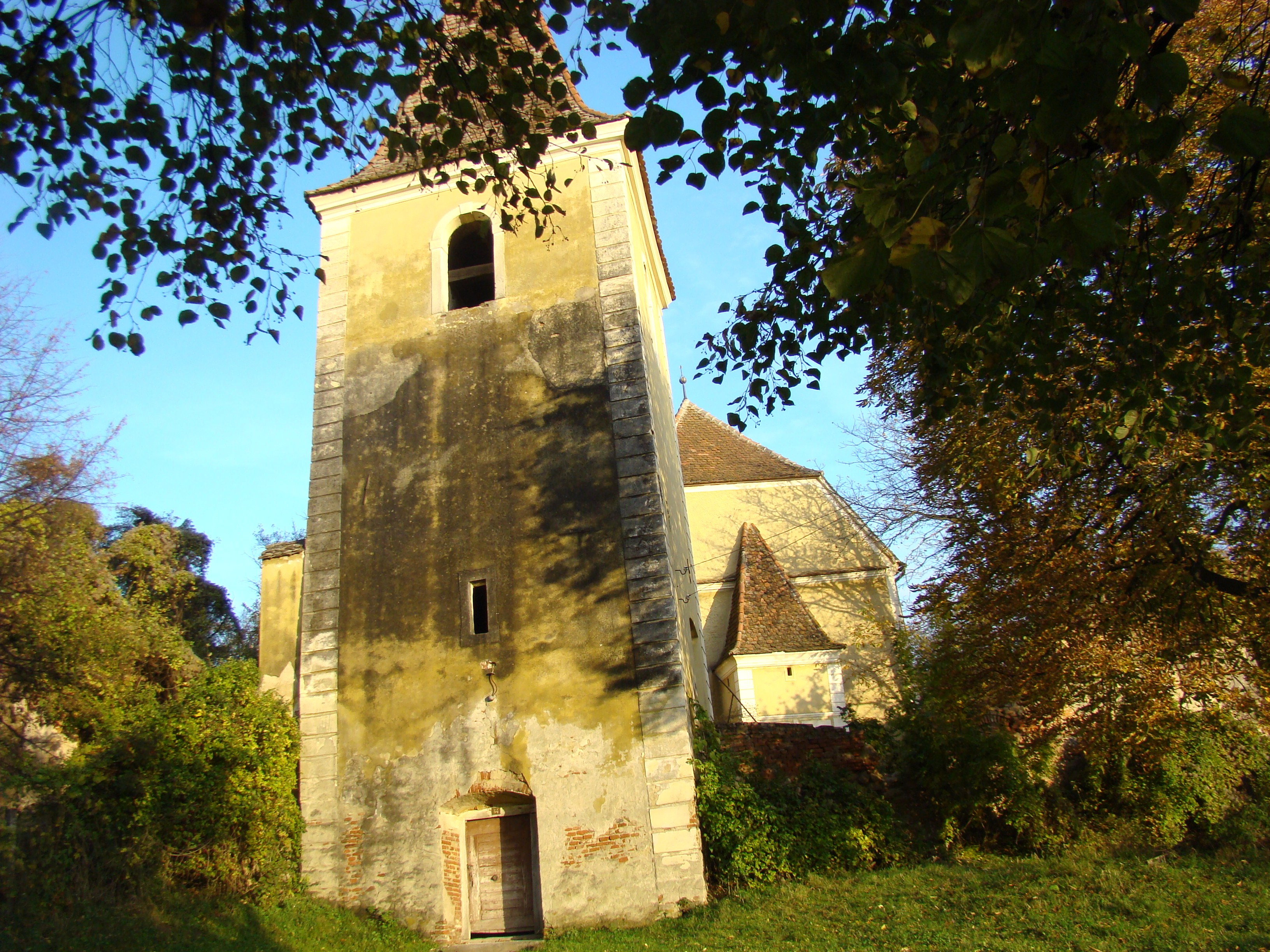
Templom
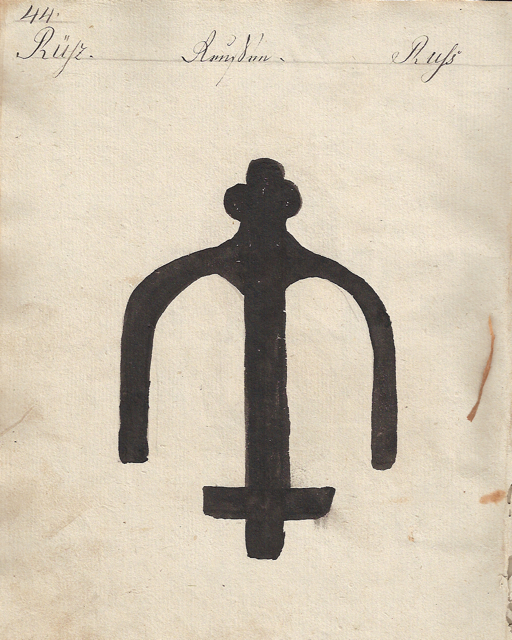
Rüsz marhabélyege (Az erdélyi szászok bilyogkönyve 1826 alapján)